# ФК Надин (София)
ФК Надин е български клуб по футзал от София, 1 път шампион на България.

## Успехи
- 1 пъти Шампион на България (2008).